# 1971-es fedett pályás atlétikai Európa-bajnokság
Az 1972-es fedett pályás atlétikai Európa-bajnokságot Grenoble-ban, Franciaországban rendezték március 13. és március 14. között. Ez volt a 2. fedett pályás Eb. A férfiaknál 13, a nőknél 10 versenyszám volt, új szám volt a nők 1500 méteres síkfutása. Major István magasugrásban megnyerte a kontinensviadalt, Kelemen Endre ugyanebben a számban bronzérmes lett.

## A magyar sportolók eredményei
Magyarország az Európa-bajnokságon 12 sportolóval képviseltette magát.
Érmesek
| Érem  | Versenyző     | Versenyszám | Dátum       |
| ----- | ------------- | ----------- | ----------- |
| Arany | Major István  | Magasugrás  | március 13. |
| Bronz | Kelemen Endre | Magasugrás  | március 13. |

## Éremtáblázat
(A táblázatban Magyarország és a rendező nemzet eltérő háttérszínnel kiemelve.)
| Helyezés | Nemzet         | Arany | Ezüst | Bronz | Összesen |
| 1.       | Szovjetunió    | 8     | 9     | 6     | 23       |
| 2.       | NSZK           | 4     | 4     | 2     | 10       |
| 3.       | NDK            | 4     | 3     | 1     | 8        |
| 4.       | Lengyelország  | 3     | 2     | 2     | 7        |
| 5.       | Nagy-Britannia | 2     | 1     | 1     | 4        |
| 6.       | Magyarország   | 1     | 0     | 1     | 2        |
| 7.       | Csehszlovákia  | 1     | 0     | 0     | 1        |
| 8.       | Románia        | 0     | 2     | 3     | 5        |
| 9.       | Svédország     | 0     | 1     | 1     | 2        |
| 10.      | Franciaország  | 0     | 1     | 0     | 1        |
| 11.      | Bulgária       | 0     | 0     | 3     | 3        |
| 12.      | Olaszország    | 0     | 0     | 2     | 2        |
| 13.      | Ausztria       | 0     | 0     | 1     | 1        |

## Érmesek
- WR – világrekord
- CR – Európa-bajnoki rekord
- AR – kontinens rekord
- NR – országos rekord
- PB – egyéni rekord
- WL – az adott évben aktuálisan a világ legjobb eredménye
- SB – az adott évben aktuálisan az egyéni legjobb eredmény

### Férfi
| Versenyszám     | Arany                                                                                              | Arany     | Ezüst                                                                                          | Ezüst  | Bronz                                                                                 | Bronz  |
| --------------- | -------------------------------------------------------------------------------------------------- | --------- | ---------------------------------------------------------------------------------------------- | ------ | ------------------------------------------------------------------------------------- | ------ |
| 60 m            | Valerij Borzov · Szovjetunió                                                                       | 6,6a      | Jobst Hirscht · NSZK                                                                           | 6,7a   | Manfred Kokot · NDK                                                                   | 6,8a   |
| 400 m           | Andrzej Badeński · Lengyelország                                                                   | 46,8 CR   | Borisz Szavcsuk · Szovjetunió                                                                  | 47,4   | Alekszandr Bratcsikov · Szovjetunió                                                   | 47,6   |
| 800 m           | Jevgenyij Arzsanov · Szovjetunió                                                                   | 1:48,7    | Phil Lewis · Nagy-Britannia                                                                    | 1:50,5 | Andrzej Kupczyk · Lengyelország                                                       | 1:50,5 |
| 1500 m          | Henryk Szordykowski · Lengyelország                                                                | 3:41,4 CR | Vlagyimir Pantyelej · Szovjetunió                                                              | 3:41,5 | Gianni Del Buono · Olaszország                                                        | 3:42,1 |
| 3000 m          | Peter Stewart · Nagy-Britannia                                                                     | 7:53,6    | Wilfried Scholz · NDK                                                                          | 7:54,4 | Jurij Alekszasin · Szovjetunió                                                        | 8:01,2 |
| 60 m gát        | Eckart Berkes · NSZK                                                                               | 7,8a      | Alekszandr Demusz · Szovjetunió                                                                | 7,9a   | Sergio Liani · Olaszország                                                            | 7,9a   |
| 4 × 400 m váltó | Lengyelország · Waldemar Korycki · Jan Werner · Andrzej Badeński · Jan Balachowski                 | 3:11,1    | Szovjetunió · Alekszandr Bratcsikov · Szemjon Kocser · Borisz Szavcsuk · Jevgenyij Boriszenko  | 3:11,9 | Bulgária · Kresztyu Hrisztov · Alekszandar Janev · Alekszandar Popov · Jordan Todorov | 3:15,6 |
| 4 × 800 m váltó | Szovjetunió · Valerij Taratinov · Sztanyiszlav Mescserszkih · Alekszej Taranov · Viktor Szemjaskin | 7:17,8    | Lengyelország · Krzysztof Linkowski · Zenon Szordykowski · Michał Skowronek · Kazimierz Wardak | 7:19,2 | NSZK · Paul-Heinz Wellmann · Godehard Brysch · Dieter Friedrich · Bernd Eppler        | 7:25,0 |
| Magasugrás      | Major István · Magyarország                                                                        | 2,17      | Jüri Tarmak · Szovjetunió                                                                      | 2,17   | Kelemen Endre · Magyarország                                                          | 2,17   |
| Rúdugrás        | Wolfgang Nordwig · NDK                                                                             | 5,40 CR   | Kjell Isaksson · Svédország                                                                    | 5,35   | Jurij Iszakov · Szovjetunió                                                           | 5,30   |
| Távolugrás      | Hans Baumgartner · NSZK                                                                            | 8,12      | Igor Ter-Ovaneszjan · Szovjetunió                                                              | 7,91   | Vasile Sarucan · Románia                                                              | 7,88   |
| Hármasugrás     | Viktor Szanyejev · Szovjetunió                                                                     | 16,83     | Carol Corbu · Románia                                                                          | 16,83  | Gennagyij Szavlevics · Szovjetunió                                                    | 16,24  |
| Súlylökés       | Hartmut Briesenick · NDK                                                                           | 20,19     | Valerij Vojkin · Szovjetunió                                                                   | 19,54  | Ricky Bruch · Svédország                                                              | 19,50  |

### Női
| Versenyszám     | Arany                                                                                                | Arany     | Ezüst                                                                                   | Ezüst  | Bronz                                                                                   | Bronz  |
| --------------- | --- | --------- | --------------------------------------------------------------------------------------- | ------ | --------------------------------------------------------------------------------------- | ------ |
| 60 m            | Renate Stecher · NDK                                                                                 | 7,3a      | Sylviane Telliez · Franciaország                                                        | 7,4a   | Annegret Irrgang · NSZK                                                                 | 7,4a   |
| 400 m           | Vera Popkova · Szovjetunió                                                                           | 53,7      | Inge Bödding · NSZK                                                                     | 54,3   | Maria Sykora · Ausztria                                                                 | 54,4   |
| 800 m           | Hildegard Falck · NSZK                                                                               | 2:06,1    | Silai Ilona · Románia                                                                   | 2:06,5 | Rosemary Stirling · Nagy-Britannia                                                      | 2:06,6 |
| 1500 m          | Margaret Beacham · Nagy-Britannia                                                                    | 4:17,2 CR | Ljudmila Bragina · Szovjetunió                                                          | 4:17,8 | Tamara Pangelova · Szovjetunió                                                          | 4:18,1 |
| 60 m gát        | Karin Balzer · NDK                                                                                   | 8,1a      | Annelie Ehrhardt · NDK                                                                  | 8,1a   | Teresa Sukniewicz · Lengyelország                                                       | 8,3a   |
| 4 × 200 m váltó | Szovjetunió · Marina Nyikiforova · Tatyjana Kondraseva · Ljudmila Akszjonova · Natalja Csisztyjakova | 1:37,1    | NSZK · Annelie Wilden · Elfgard Schittenhelm · Annegret Kroniger · Christine Tackenberg | 1:38,0 | Bulgária · Ivanka Venkova · Ivanka Kosnicsarszka · Szofka Kazandzsieva · Monka Bobcseva | 1:39,7 |
| 4 × 400 m váltó | Szovjetunió · Ljubov Finogenova · Galina Kamargyina · Vera Popkova · Ljudmila Akszjonova             | 3:36,6    | NSZK · Gisela Ahlemeyer · Gisela Ellenberger · Annette Ruckes · Christa Czekay          | 3:39,6 | Bulgária · Szvetla Szlateva · Sztefka Jordanova · Dzsena Bineva · Tonka Petrova         | 3:47,8 |
| Magasugrás      | Milada Karbanová · Csehszlovákia                                                                     | 1,80      | Vera Gavrilova · Szovjetunió                                                            | 1,80   | Cornelia Popescu · Románia                                                              | 1,78   |
| Távolugrás      | Heide Rosendahl · NSZK                                                                               | 6,64      | Irena Szewińska · Lengyelország                                                         | 6,56   | Viorica Viscopoleanu · Románia                                                          | 6,53   |
| Súlylökés       | Nagyezsda Csizsova · Szovjetunió                                                                     | 19,70 CR  | Margitta Gummel · NDK                                                                   | 19,50  | Antonyina Ivanova · Szovjetunió                                                         | 18,69  |